# Eileen Blair
Eileen Maud Blair, geborene O’Shaughnessy (* 25. September 1905 in South Shields, County Durham; † 29. März 1945 in Newcastle upon Tyne) war die erste Frau von George Orwell (Eric Arthur Blair) und begleitete ihn insbesondere im Spanischen Bürgerkrieg. Während des Zweiten Weltkriegs arbeitete sie für die Zensurabteilung des Ministry of Information und das Ministry of Agriculture, Fisheries and Food in London.

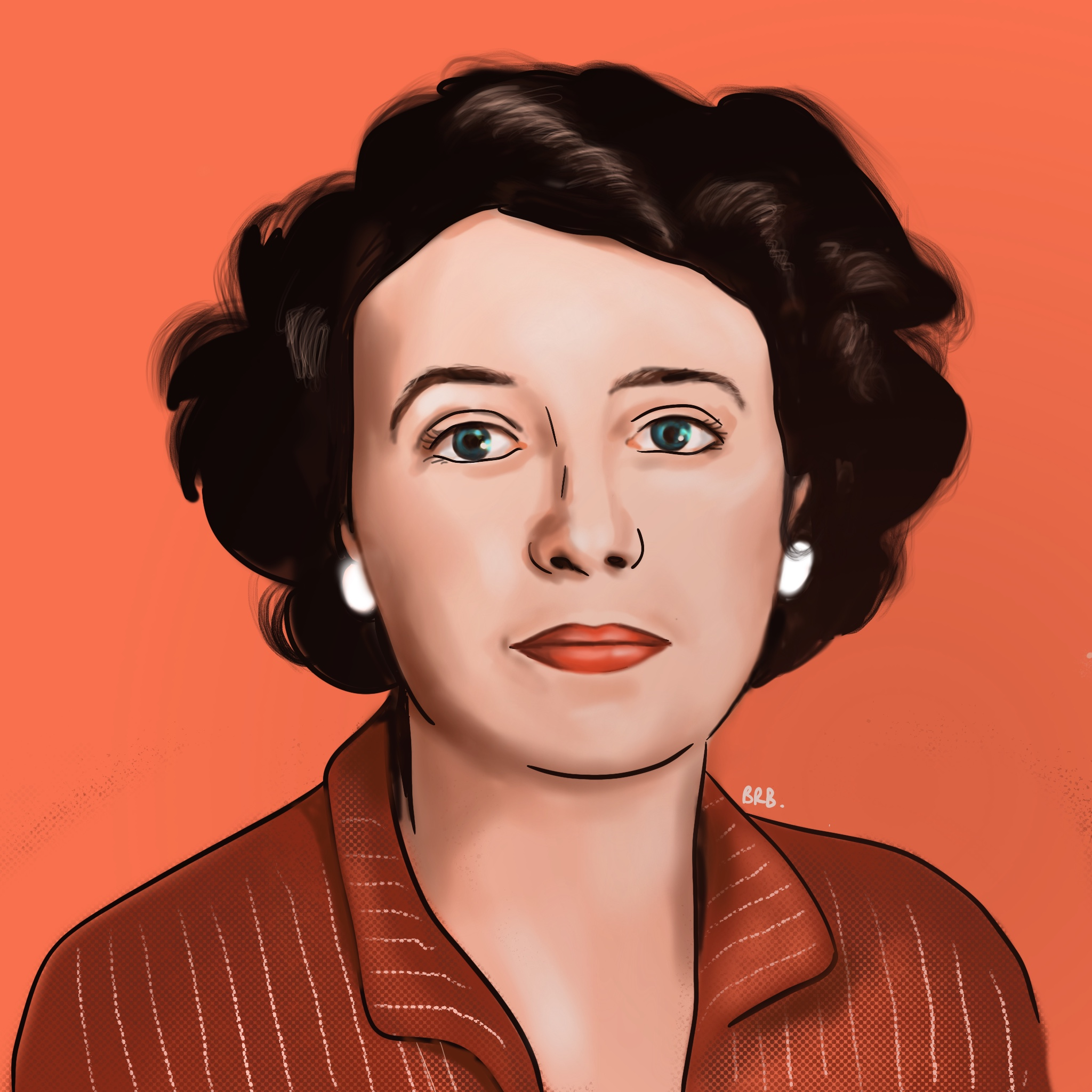

## Leben
O’Shaughnessy wurde als Tochter von Marie und Lawrence O’Shaughnessy, einem Zolleinnehmer, geboren. Sie besuchte die Sunderland Church High School. Im Herbst 1924 trat sie in das St Hugh’s College in Oxford ein, wo sie Englisch studierte. 1927 erhielt sie einen höheren Abschluss zweiter Klasse.S. 104 f. Es folgte eine Reihe von kurzzeitigen Jobs, die mit einer Arbeit als Assistenzlehrerin in Silchester House, einem Mädchenpensionat in Taplow, begannen und die sie als Sekretärin, als Lektorin für die ältere Dame Elizabeth Cadbury und als Inhaberin eines Büros für Schreib- und Sekretariatsarbeiten in der Victoria Street in London ausübte. Als sie das Büro aufgab, begann sie als freiberufliche Journalistin zu arbeiten und verkaufte gelegentlich einen Artikel an die Evening News. Sie half auch ihrem Bruder Laurence, einem Thoraxchirurgen, dem sie nahe stand, indem sie seine wissenschaftlichen Arbeiten und Bücher abtippte, Korrektur las und redigierte.S. 106
Im Herbst 1934 schrieb sich Eileen am University College London für ein zweijähriges Studium der pädagogischen Psychologie ein, das sie mit einem Master of Arts abschloss. Eileen interessierte sich besonders für Intelligenztests bei Kindern und wählte dieses Thema für ihre Abschlussarbeit. Elizaveta Fen (Pseudonym von Lydia Jackson Jiburtovich), eine Kommilitonin, die eine der engsten Freundinnen von O’Shaughnessy wurde, traf sie damals zum ersten Mal: „Sie war achtundzwanzig Jahre alt und sah einige Jahre jünger aus. Sie war groß und schlank, ihre Schultern eher breit und hoch. Sie hatte blaue Augen und dunkelbraunes, natürlich gewelltes Haar.“S. 107
O’Shaughnessy lernte Eric Arthur Blair, besser bekannt als George Orwell, im Frühjahr 1935 kennen: Zu dieser Zeit wohnte Orwell in Hampstead im Haus von Rosalind Henschel Obermeyer, einer Nichte des Dirigenten und Komponisten George Henschel. Obermeyer belegte am University College London einen Fortgeschrittenenkurs in Psychologie und lud eines Abends einige ihrer Freunde und Bekannten zu einer Party ein, darunter sowohl O’Shaughnessy wie auch Orwell.S. 100 f. Die beiden heirateten als Ehepaar Blair ein Jahr später, am 9. Juni 1936, in der St. Mary's Church, Wallington, Hertfordshire. Sie versuchten, Kinder zu bekommen, aber Eileen wurde nicht schwanger, und sie erfuhren später, dass Orwell unfruchtbar war (wie er Rayner Heppenstall erzählte, was O’Shaughnessy Fen anvertraute).S. 179
Eileen Blair schloss sich Orwell während des Spanischen Bürgerkriegs in Spanien an. Sie meldete sich freiwillig für einen Posten im Büro von John McNair, dem Vorsitzenden der Independent Labour Party, der die Ankunft der britischen Freiwilligen koordinierte, und besuchte mit Hilfe von Georges Kopp ihren Mann, um ihm englischen Tee, Schokolade und Zigarren zu bringen.
Ihre Arbeit wurde als „französisch-englische Stenotypistin“ für die ILP bezeichnet, aber sie organisierte auch die gesamte Logistik für die ILP-Männer an der Front und leitete de facto „die Versorgungs-, Kommunikations- und Bankoperationen für das gesamte Kontingent“.S. 116 Blair arbeitete auch in der Propagandaabteilung und produzierte zusammen mit Charles Orr die Zeitung und die Radiosendung der ILP.S. 117 f.
Im Juni 1937 hatte sich die politische Lage verschlechtert und Blair und Orwell wurden von Stalinisten bedroht. Blair gelang es bei der Präfektur, die Pässe für eine Ausreise zu bekommen. Sie flohen mit dem Zug aus Spanien, wobei sie für einen kurzen Aufenthalt nach Banyuls-sur-Mer auswichen, bevor sie nach England zurückkehrten. Orwell hat den Beitrag seiner Frau bei dem spanischen Abenteuer nie gewürdigt. In Mein Katalonien erwähnt er zwar 37 Mal „meine Frau“, nennt sie aber kein einziges Mal beim Namen.
Zu Beginn des Zweiten Weltkriegs begann Blair in der Zensurabteilung des Ministry of Information in London zu arbeiten und wohnte während der Woche bei ihrer Familie in Greenwich. Zu dieser Zeit war sie die Hauptverdienerin der Orwells.S. 240 f. Blair litt zunehmend an Gebärmutterblutungen und gab 1941 ihre Stelle im Ministry of Information auf. Im Dezember 1941 wurden Frauen zur Arbeit eingezogen, und sie begann im Ministry of Agriculture, Fisheries and Food  zu arbeiten.S. 274–278 Im Juni 1944 adoptierten sie und Orwell einen drei Wochen alten Jungen, den sie Richard Horatio Blair nannten. 
In einem ihrer letzten Briefe an Orwell schrieb Blair über die Vorbereitungen für die Anmietung und Einrichtung von Barnhill auf Isle of Jura, dem Haus, in dem Orwell den größten Teil von 1984 schreiben würde – aber sie starb, bevor sie Barnhill sah.
Anfang 1945 war Eileen in sehr schlechtem Gesundheitszustand und meldete sie sich für eine Hysterektomie an, entgegen dem Rat von anderen Ärzten in London, die erst nach einem Monat Bluttransfusionen operieren wollten, da sie anämisch war. Aber Blair war besorgt über die Kosten eines langen Krankenhausaufenthalts.S. 308–331 Sie starb am 29. März 1945 in Newcastle upon Tyne unter Narkose, in den Worten des Untersuchungsberichts an „Herzversagen während der Narkose mit Äther und Chloroform, die geschickt und ordnungsgemäß für die Operation zur Entfernung der Gebärmutter verabreicht wurde.“ Am Ende des Berichts findet sich der handschriftliche Vermerk: „Die Verstorbene war in einem sehr anämischen Zustand.“ Die Ursache des Todes wurde nicht weiter verfolgt.S. 341–344 Orwell, der zu der Zeit in Paris als Kriegsberichterstatter für The Observer arbeitete, traf erst am 31. März bei seiner verstorbenen Frau ein.
Sie wurde auf dem Saint Andrew’s and Jesmond Cemetery in Newcastle upon Tyne begraben.

## Einfluss auf Orwells Werk
Wissenschaftler konnten Einfluss von Blair in Orwells Werken ausmachen. So wird zu Einwirkung von Blairs Gedicht End of the Century, 1984 auf Orwells 1984 (1949) argumentiert. Blair schrieb das Gedicht 1934, vor der Begegnung mit Orwell, um den fünfzigsten Jahrestag ihrer Schule, Sunderland Church High School zu feiern, und um 50 Jahre vorauszuschauen, bis die Schule 1984 ihr hundertjähriges Bestehen feiern würde. Es gibt einige Ähnlichkeiten zwischen der futuristischen Vision in Blairs Gedicht und 1984, einschließlich des Einsatzes von Gedankenkontrolle und der Auslöschung der persönlichen Freiheit durch einen Polizeistaat.S. 151
Anna Funder argumentiert zudem, dass Blair „auf subtile, indirekte Weise“ auch auf Farm der Tiere (1945) Auswirkungen hatte. Orwell wollte ursprünglich einen Essay schreiben, aber Blair schlug vor, eine Fabel daraus zu machen. Sie diskutierten gemeinsam an Abenden darüber, und Freunde des Paares erinnerten Stil und Humor in dem veröffentlichten Werk an sie.S. 290–293